# Cmentarz żydowski w Reczu
Cmentarz żydowski w Reczu – kirkut powstał w dziewiętnastym stuleciu. Po 1945 cmentarz uległ likwidacji. Nie zachował się żaden materialny ślad po nekropolii. Obecnie na jego miejscu znajdują się tereny zielone i domki jednorodzinne.